# The Gifted (telessérie tailandesa)
The Gifted (em tailandês:  The Gifted นักเรียนพลังกิฟต์; RTGS: The Gifted - Nakrian phalang kift) é uma série de televisão tailandesa exibida pela One31 de 5 de agosto a 4 de novembro de 2018, estrelada por Korapat Kirdpan, Wachirawit Ruangwiwat, Apichaya Thongkham, Harit Cheewagaroon, Ramida Jiranorraphat, Atthaphan Phunsawat, Pattadon Janngeon e Napasorn Weerayuttvilai.

## Enredo
A classe dos talentosos na escola secundária Ritdha não é o que parece e, à medida que seus alunos descobrem o incrível potencial dentro deles, uma conspiração começa a se desfazer.

## Elenco

### Elenco principal
- Korapat Kirdpan (Nanon) como Pawaret "Pang" Sermrittirong
- Wachirawit Ruangwiwat (Chimon) como Wasuthorn "Wave" Worachotmethee
- Apichaya Thongkham (Lily) como Chayanit "Namtaan" Prachkarit
- Harit Cheewagaroon (Sing) como Wichai "Ohm" Sai-Ngern
- Ramida Jiranorraphat (Jane) como Irin "Claire" Jaratpun
- Atthaphan Phunsawat (Gun) como Punn Taweesilp
- Pattadon Janngeon (Fiat) como Thanakorn "Korn" Gorbgoon
- Napasorn Weerayuttvilai (Puimek) como Patchamon "Mon" Pitiwongkorn
- Chatchawit Techarukpong (Victor) como Porama "Pom" Wongrattana
- Chayapol Jutamat (AJ) como Chanuj "Jack" Saeliu e Chayakorn Jutamat (JJ) como Chanet "Jo" Saeliu
- Katreeya English como Ladda Ngamkul
- Wanchana Sawasdee como Supot Chueamanee

### Elenco de apoio
- Wanwimol Jaenasavamethee como Rawin "Koi" Boonrak
- Pumipat Paiboon como Pakorn "Nac" Meechoke
- Suthita Kornsai como Mamuang
- Pumrapee Raksachat como Folk
- Duangkamol Sukkawatwiboon como Chayanee Prachkarit
- Praeploy Oree como Pangrum
- Chatchanut Prapaweewattananon como Best
- Thanakorn Ponwannapongsa como Fluk
- Manatchaya Phutthakao como Chaem
- Thongchai Pimapansree como Art
- Rapee Pattanacharoen como Duke
- Tipnapa Chaipongpat como Jane
- Supakan Benjaarruk como Nicha Kannula
- Nattamon Thongchiew como Wipawee Suwannaparn

## Trilha sonora
1. Lutphon (หลุดพ้น) - Suveera Boonrod
2. Mai Mi Khamsanya (ไม่มีคำสัญญา) - Suchart Saeheng

## Prêmios e indicações
| Ano  | Prêmio                                            | Categoria                             | Trabalho nomeado             | Resultado | Ref.        |
| ---- | ------------------------------------------------- | ------------------------------------- | ---------------------------- | --------- | ----------- |
| 2019 | LINE TV AWARDS 2019                               | Melhor cena de luta                   | Atthaphan Phunsawat          | Venceu    | [ 4 ]       |
| 2019 | 25th Shanghai Television Festival Magnolia Awards | Melhor Série de Televisão Estrangeira | The Gifted                   | Indicado  | [ 5 ]       |
| 2019 | 10th Nataraja Awards                              | Melhor Cinematografia                 | Wongwattana Chunhavuttiyanon | Indicado  | [ 6 ]       |
| 2019 | 24th Asian Television Awards                      | Melhor Ator Principal                 | Korapat Kirdpan              | Indicado  | [ 7 ] [ 8 ] |
| 2019 | 24th Asian Television Awards                      | Melhor Ator Coadjuvante               | Atthaphan Phunsawat          | Venceu    | [ 7 ] [ 8 ] |
| 2019 | 24th Asian Television Awards                      | Melhor Roteiro Original               | The Gifted                   | Indicado  | [ 7 ] [ 8 ] |